# Степ (Росія)
Степ (рос. Степь) — селище у складі Олов'яннинського району Забайкальського краю, Росія. Адміністративний центр та єдиний населений пункт Степнинського сільського поселення.

## Населення
Населення — 2753 особи (2010; 3038 у 2002).
Національний склад (станом на 2002 рік):
- росіяни — 78 %